# Danielle Dergent
Danielle Dergent (Edegem) is een Belgische jeugdboekenschrijfster.

## Biografie
Danielle Dergent werd geboren in Deurne (Antwerpen) en groeide op te Mortsel waar ze tot haar huwelijk woonde. Als klein meisje las ze veel en had als favoriete huistaak "opstellen schrijven" en verhalen verzinnen. Ze was als kind ook geïnteresseerd in muziek, en op haar twaalfde ging ze naar de Muziekacademie van Mortsel.
Na haar humaniorastudies besloot ze aan het Koninklijk Vlaams Muziekconservatorium van Antwerpen te gaan studeren, waar ze een tijdje gastdocente was. Hiernaast is ze ook lerares muziekgeschiedenis en muziekcultuur aan enkele muziekacademies in het Antwerpse.